# امیر محبیان
امیر محبیان (زاده ۱۳۴۱ در تهران)، روزنامه‌نگار،فیلسوف، سیاست‌مدار، نظریه‌پرداز اصولگرای اهل ایران است.
او اکنون استاد یار و مدرس فلسفه غرب دانشکده ادبیات دانشگاه آزاد اسلامی واحد تهران مرکزی ومدیر گروه رسانه ای آریا و مدیر عامل خبرگزاری آریا می باشد.

## زندگی‌نامه
محبیان دیپلم را در سال ۱۳۵۹ در شهر تهران گرفت. در سال ۱۳۶۰ برای یکسال به شهر لاهیجان رفت و در این مدت دروس حوزوی را در آن شهر خواند؛ سپس با قبولی در دانشکده الهیات دانشگاه تهران با رتبه بالا به تهران بازگشت. یکسال بعد با تغییر رشته به دانشکده ادبیات و علوم انسانی دانشگاه تهران رفت و تا مقطع لیسانس در رشته فلسفه محض ادامه داد. محبیان در مقطع فوق لیسانس و دکترای فلسفه غرب در دانشگاه آزاد اسلامی ادامه داد، در حالی که در کنکور هر دو مقطع رتبه دوم را به‌دست آورده بود.
محبیان در سال ۱۳۷۱ با ریکا حسامی از روزنامه‌نگاران مطرح در حوزه امور زنان شاغل در روزنامه رسالت ازدواج کرد. محبیان دارای دو دختر می‌باشد.

## زندگی‌نامه اجتماعی و سیاسی
فعالیت روزنامه نگاری محبیان به صورت آشکار از سال ۱۳۷۵ با نگارش مقاله ای اقتصادی پیرامون تعاونی‌ها درروزنامه رسالت آغاز شد. با پیروزی سید محمد خاتمی در دوم خرداد ۱۳۷۶ و انفعال جناح محافظه کار ظهور قلم نو و نگارش علمی و متفاوت محبیان در نقد مودبانه دولت خاتمی به ناگهان جریان مذکور را از انفعال خارج کرد. از این دوران او با موج نگارش مقالات روزانه و مصاحبه‌ها و سخنرانی‌های بسیار به چهره مطرح جریان اصولگرا تبدیل شد.

### محبیان در دوران خاتمی
امیر محبیان برخلاف سایر اصولگرایان به نفی مطلق اثرات انتخابات دوم خرداد ۱۳۷۶ نپرداخت بلکه معتقد بود که "دوم خرداد حماسه‌ای بود كه نقش بسياری را در تاريخ بعد از انقلاب ايفا كرد". اما در همان حال به نقد تئوریک و سیاسی افراطگرایی درون جریان اصلاح طلب می پرداخت.او معتقد بود:"جريان‌هاي راديكال دوم خرداد قصد دارند نظام را با بحرانهاي بزرگ‌تر از ۱۸ تير تهديد كنند".
محبیان از سوی جناح اصلاح‌طلب در دوران پر چالش پس از دوم خرداد ۷۶ و ریاست جمهوری سید محمد خاتمی، به عنوان استراتژیست و نظریه‌پرداز جناح اصولگرا ملقب شد.
محبیان از سال ۱۳۷۸ عملاً به همراه طه هاشمی و محمد مهدی فقیهی خط مشی نواندیشی دینی را پی‌یزی کرد. او گرایش به نواندیشی را در بندی از خط مشی حزب نواندیشان ایران اسلامی که مؤسس آن بود، گنجاند. در این بند یکی از وظایف حزب نواندیشان توسعه فرهنگ نواندیشی اسلامی در جامعه به‌ویژه در نسل جوان شمرده شده‌است.
محبیان در سال ۱۳۸۵ حزب نواندیشان ایران اسلامی را تأسیس نمود که به گفته او قصد دارد حزب پیشگام در حوزه تئوری پردازی جناح اصولگرا باشد. حزبی که ضمن دفاع از آزادی و دموکراسی در حوزه اقتصاد گرایشی نیمه سوسیالیستی داشته و شدیداً از عدالت اجتماعی دفاع می‌کند. در بند آرمان‌های اقتصادی واجتماعی این حزب تأکید شده‌است که مالکیت محترم شمرده می‌شود ولی با تقدم منفعت جمع برمنفعت فرد.

### محبیان در دوران احمدی‌نژاد
محبیان پس از روی کار آمدن محمود احمدی‌نژاد با تأسیس خبرگزاری آریا و مرکز مطالعات استراتژیک آریا به سازماندهی توان تئوریک و رسانه‌ای برای پیشبرد ایده‌های خود پرداخت.
محبیان سیاست حمایت منتقدانه از احمدی‌نژاد را در پیش گرفت. او در مصاحبه‌ای با روزنامه جام جم در واکنش به وقایعی که بعد از انتخابات سال ۸۸ ریاست جمهوری رخ داد، ضمن انتقاد از عملکرد تند برخی نخبگان و نهادهای سیاسی در این دوره از انتخابات، اعلام کرد نباید هیچ سرمایه‌ای را از خزانه کشور به دور ریخت و باید راه را باز گذاشت تا حتی اگر فردی اشتباه کرده‌است، بتواند بازگردد.
محبیان با حفظ موضع اصولگرایانه خود همواره از حضور قانونمند اصلاح‌طلبان در صحنه سیاسی ایران دفاع کرده‌است.
دوران احمدی‌نژاد دوران سکوت منتقدانه محبیان از رویکرد دولت احمدی‌نژاد بود. او علی‌رغم حمایت از مواضع عدالت خواهانه احمدی‌نژاد جهت‌گیری پوپولیستی و نیز ادبیات سیاسی و دیپلماتیک دولت وی را نپذیرفته و حاشیه آفرینی‌های آن را مورد انتقاد قرار می‌داد.

### محبیان در دوران روحانی
محبیان هر چند که در شعار اعتدال با دیدگاه دولت روحانی همسو بود اما تاکید می کرد که "با اینکه شخصا همیشه از نگرش اعتدال دفاع کرده و آن را لازمه جامعه خود می‌دانم اما واقعیت این است که هر چند شعار دولت روحانی اعتدال بود هیچ‌وقت نتوانستند اعتدال را از سطح یک شعار انتخاباتی به‌صورت یک برنامه عملیاتی دولتی مبدل سازند."  محبیان در عین حال در این دوران از رویکرد هر دو جناح اصولگرا و اصلاح طلب انتقاد کرده و معتقد است:"اصلاح‌طلبان سرمایه اجتماعی و سیاسی خود را در جهت حمایت از دولتی هزینه کرده‌اند که در تحقق وعده‌های خود موفق عمل‌نکرده و به همین دلیل با چالش اعتماد عمومی مواجه شده‌اند و از سوی دیگر اصولگرایان قرار دارند که هیچ‌مانیفست و آلترناتیوی برای حل مشکلات کشور ندارند و در حالت کمای سیاسی به‌سر می‌برند."
محبیان در جریان مذاکرات برجام در دوران روحانی از موافقان مذاکره بودو تاکید می کرد:"مذاکره با آمریکا تعارضی با ماهیت نظام اسلامی ندارد".او در عین  حال در گفتگو با گاهنامه سیمیا  می گوید:"آنچه اشکال دارد مذاکره از موضع ضعف است که خصلت استکباری آمریکا را در نظر نگیرد. خوشبینی و ساده لوحی در مذاکره نادرست است، زیرا ممکن است منجر به فریب خوردگی شود."

## تحصیلات
1. اخذ درجه کارشناسی (لیسانس) در رشته فلسفه محض از دانشگاه تهران در سال ۱۳۶۵
2. اخذ درجه کارشناسی ارشد (فوق لیسانس) در رشته فلسفه محض از دانشگاه آزاد اسلامی
3. اخذ درجه دکترای تخصصی (Ph.D) در رشته فلسفه محض از واحد علوم وتحقیقات دانشگاه آزاد اسلامی

## کتاب ها
1. کندو کاوی در مفهوم جامعه مدنی منتشر شده توسط روزنامه رسالت سال ۱۳۷۸
2. آموزش عالی در جستجوی معیار منتشر شده توسط دانشگاه آزاد سال ۱۳۸۶
3. مبانی مشروعیت در اسلام و غرب (در حال انتشار) توسط انتشارات پیشگامان اندیشه آریا
4. نقد لئو اشتراوس بر مدرنیته (زندگی و آراء لئواشتراوس) در حال انتشار توسط انتشارات پیشگامان اندیشه آریا
5. رسانه و مدیریت برداشت عمومی -انتشارات پیشگامان اندیشه آریا ۱۳۹۱
6. سینما و مدیریت تصاویر ذهنی - انتشارات پیشگامان اندیشه آریا ۱۳۹۱
7. چشم‌های بسته؛ دهان‌های گشوده (فراتحلیلی پیرامون وقایع پس از انتخابات ریاست جمهوری سال ۸۸)- انتشارات پژوهشگاه فرهنگ؛ هنر و ارتباطات ۱۳۹۱
8. سکولاریسم؛ مبانی فکری و تحولات تاریخی - در حال انتشار توسط انتشارات پیشگامان اندیشه آریا
9. راهبردهای سکولاریسم در ایران و جهان اسلام - در حال انتشار توسط انتشارات پیشگامان اندیشه آریا
10. مهندسی ذهن دیگران -در حال انتشار توسط انتشارات پیشگامان اندیشه آریا